# Salmsach
Salmsach ist eine politische Gemeinde und eine Ortschaft im Bezirk Arbon des Kantons Thurgau in der Schweiz. Sie gehört zusammen mit Egnach zur Agglomeration Amriswil-Romanshorn.
Bis 2002 war Salmsach eine Einheitsgemeinde.

## Geographie
Salmsach liegt an der Mündung der Salmsacher Aach in den Bodensee.
Die Gemeinde umfasst Salsmsach und die Weiler Buerüüti (Buhreute), Fälwis (Fehlwies) und seit 1812 Hungerbüel und liegt südlich von Romanshorn.
Das Gemeindegebiet entspricht in etwa einer rechteckigen Fläche mit rund 4 km West-Ost- und durchschnittlich einem halben Kilometer Nord-Süd-Ausdehnung. Es grenzt im Norden an die Gemeinde Romanshorn, im Osten an den Bodensee, im Süden an Egnach und im Westen an Hefenhofen.
Obwohl Salmsach keinen eigenen Bahnhof hat, führen die SBB-Strecken Romanshorn–Winterthur, Romanshorn–Rorschach und die Linie der Südostbahn durch das Gemeindegebiet.

## Geschichte

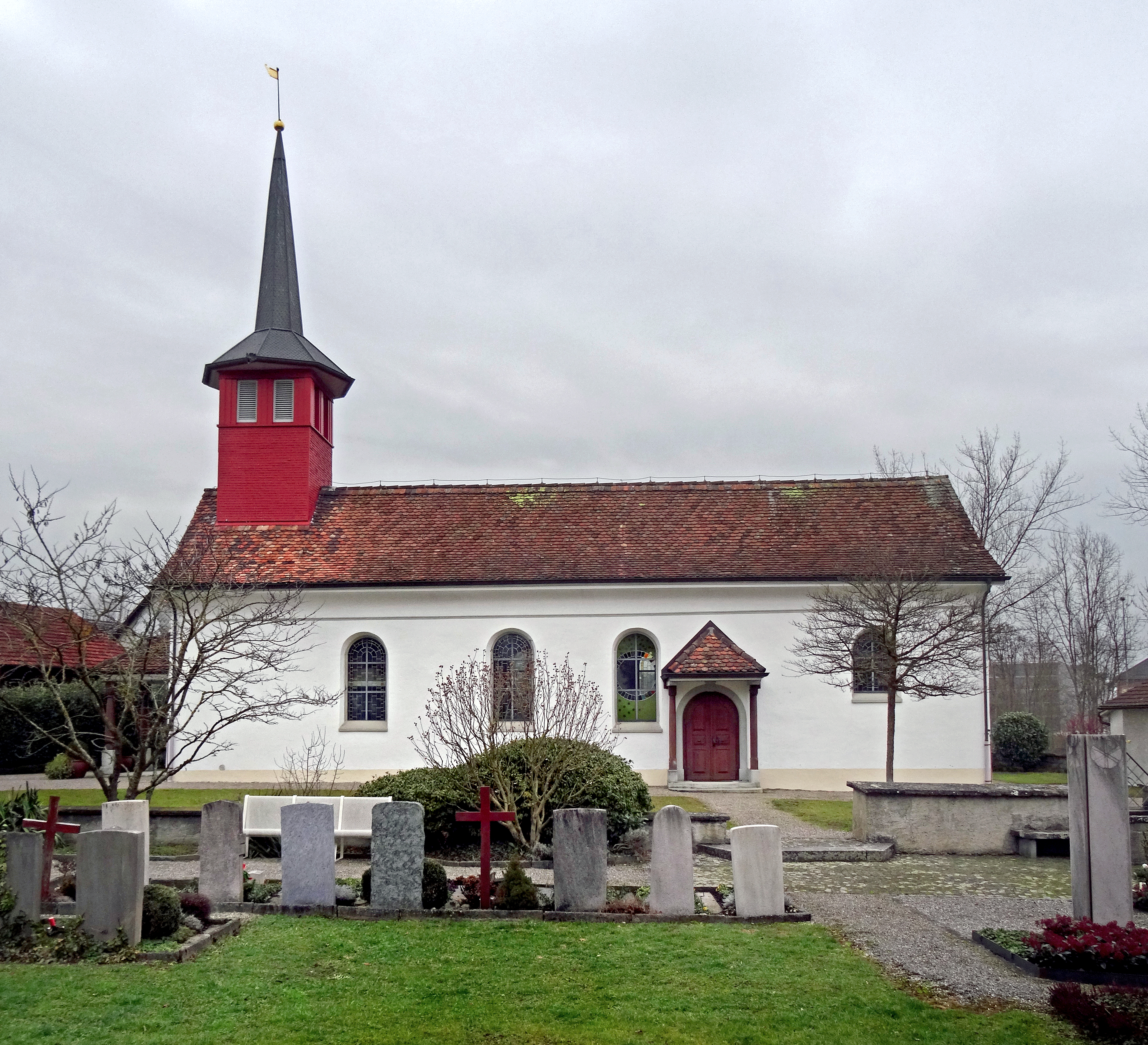
Evangelische Kirche aus dem Jahr 1911

Salmsach stand ursprünglich wohl in Beziehung zu den Bischöfen von Konstanz. Bischof Salomo I. soll dort eine Klerikergemeinschaft gegründet haben, deren Translation nach St. Stephan in Konstanz Salomo III. um 910 angeordnet habe. Das sich um die Kapelle herum gebildete Fischerdorf wurde erstmals 1159 als Salmasa urkundlich erwähnt. 1155 verfügte das Stift Konstanz in Salmsach über einen Hof, fünf Schupposen, den Neubruchzehnten und die Hälfte des Kirchensatzes sowie um 1380 über die gerichtsherrlichen Rechte. Der sankt-gallische Abt Ulrich Rösch erwarb 1471 Salmsach mitsamt Kirchensatz und vereinigte es mit dem Gericht Romanshorn. Bis 1798 besass das Kloster St. Gallen das Mannschaftsrecht, die Appellation und die Huldigung. 1803 bildeten die Ortsgemeinden Hemmerswil und Salmsach die Munizipalgemeinde Salmsach, 1832 trennte sich Hemmerswil wieder und wurde 1925 in die Ortsgemeinde Amriswil eingemeindet.
Die Ritter zum Kirchhof von Arbon, die 1201 mit Propst und Kapitel von St. Stephan einen Vertrag über die Pfarrereinsetzung besiegelt hatten, waren Mitkollatoren. Nach der Reformation war Salmsach evangelisch und der Pfarrer von Salmsach hielt ab 1588 auch in Romanshorn Gottesdienste ab. 1917 erfolgte die Vereinigung mit der Kirchgemeinde Romanshorn. 1742 gründeten Hungerbüel und Salmsach eine Schule.
In Salmsach herrschten Obst-, Garten- und Ackerbau vor, zudem existierten bis ins 19. Jahrhundert zwei Mühlen. Eine Fabrik stellte um 1860 Amylum her, eine weitere von  1878 bis 1892 Stickereien und von 1889 bis 1931 war ein Dampfsägewerk in Betrieb. Neben dem Gewerbe bildeten sich neue Industrien, u. a. 1987 ein Kunststoffwerk. Während die Weiler ihren ländlichen Charakter behielten, wurde Salmsach zu einer Wohngemeinde mit Ausrichtung auf Romanshorn. 2005 stellte der erste Wirtschaftssektor ca. 29 % der Arbeitsplätze in der Gemeinde.
Gegen Ende des 20. Jahrhunderts entschieden sich die Salmsacher dreimal gegen einen Zusammenschluss mit dem benachbarten Romanshorn. Anlässlich der 700-Jahr-Feier der Eidgenossenschaft im Jahre 1991 feierte Salmsach seine Eigenständigkeit mit der Einweihung seines eigenen Gemeindezentrums.  Im November 2013 lehnten Salmsachs Stimmbürger eine Fusion mit der Nachbarstadt erneut ab.

## Sage zum Bau der Kapelle
Gemäss einer Sage soll der Bau der Kapelle in Salmsach unter merkwürdigen Umständen stattgefunden haben:
«Vor rund 900 Jahren, als Bischof Salomon von Konstanz nach St. Gallen reiste, wurde er von einem schlimmen Unwetter überrascht. Er wollte unter einer grossen Eiche Schutz suchen, die nicht unweit von ihm entfernt war. Unter diesem Baum hatten sich bereits drei Bauern geflüchtet, die ebenfalls Schutz vor dem Unwetter gesucht hatten. Als er nur noch wenige Schritte vor der Eiche entfernt war, wurde diese von einem Blitz getroffen und erschlug die drei Bauern tödlich. Dankbar für sein Überleben liess Bischof Salomon von Konstanz an dieser Stelle eine kleine Kapelle errichten.»

## Wappen
Blasonierung: In Schwarz ein gelber Pfahl beseitet von zwei gelben abgewendeten Bischofsstäben.
Das Wappen deutet den Ortsnamen als «Aach (Gewässer) des Salomon», was sprachgeschichtlich nicht haltbar ist.

## Bevölkerung
| Hier fehlt eine Grafik, die leider im Moment aus technischen Gründen nicht angezeigt werden kann. Wir arbeiten daran! |

| Jahr      | 1850 | 1880 | 1900 | 1910 | 1941 | 1950 | 1960 | 1980 | 2000 | 2010 | 2018 |
| Einwohner | 419  | 418  | 719  | 875  | 743  | 812  | 889  | 1159 | 1326 | 1303 | 1443 |

Von den insgesamt 1443 Einwohnern der Gemeinde Salmsach im Jahr 2018 waren 396 bzw. 27,4 % ausländische Staatsbürger. Die Ortschaft Salmsach zählte zu diesem Zeitpunkt 1425 Bewohner.

## Wirtschaft
Im Jahr 2016 bot Salmsach 325 Personen Arbeit (umgerechnet auf Vollzeitstellen). Davon waren 39,8 % in der Land- und Forstwirtschaft, 22,8 % in Industrie, Gewerbe und Bau sowie 37,4 % im Dienstleistungssektor tätig.